# Chionea (Chionea) carolus
Chionea (Chionea) carolus is een tweevleugelige uit de familie steltmuggen (Limoniidae). De soort komt voor in het Nearctisch gebied.